# Andy Richter
Paul Andrew "Andy" Richter (Grand Rapids, Kent megye, Michigan, 1966. október 28. –) amerikai humorista, színész, író. Conan O’Brien "csatlósa" volt az összes műsorában. Ő szólaltatta meg továbbá Mortot a A Madagaszkár pingvinjei-filmsorozatban, illetve Ben Higgenbottom karakterét a B, a szuperméh rajzfilmsorozatban.

## Élete
Glenda Swanson és Laurence R. Richter gyermekeként született. Négy gyermek közül ő a harmadik. Apja több, mint 32 évig volt orosztanár az Indianai Egyetemen. Yorkville-ban (Illinois) nőtt fel, és itt járt iskolába is. Négy éves korában szülei elváltak. Svéd és német felmenőkkel rendelkezik.

## Magánélete
1994-től 2019-ig Sarah Thyre írónő volt a felesége, akitől két gyermeke született. 2019. április 13-án váltak el.

## Filmográfia

### Film
| Év   | Magyar cím                      | Eredeti cím                                   | Szerep                | Magyar hang      |
| ---- | ------------------------------- | --------------------------------------------- | --------------------- | ---------------- |
| 1994 | A hajó hülyéje                  | Cabin Boy                                     | Kenny                 | Boros Zoltán     |
| 1996 |                                 | Good Money                                    | Happy                 |                  |
| 1998 |                                 | The Thin Pink Line                            | Ken Irpine            |                  |
| 2000 | Dr. T és a nők                  | Dr. T & the Women                             | Eli                   | Csuja Imre       |
| 2001 | Dr. Dolittle 2.                 | Dr. Dolittle 2                                | Eugene Wilson         | Kerekes József   |
| 2001 | Pootie Tang                     | Pootie Tang                                   | lemezproducer         |                  |
| 2001 | Horrorra akadva 2.              | Scary Movie 2                                 | Harris atya           | Kapácsy Miklós   |
| 2002 | Fuss, Ronnie, fuss!             | Run Ronnie Run                                | tévécsatorna vezetője | Holl Nándor      |
| 2002 |                                 | Martin & Orloff                               | Maitre 'D             |                  |
| 2002 | Totál káosz                     | Big Trouble                                   | Jack Pendick          | Bodrogi Attila   |
| 2002 | Totál káosz                     | Big Trouble                                   | Ralph Pendick         | Pálfai Péter     |
| 2002 | Óvatos duhaj                    | Frank McKlusky, C.I.                          | Herb                  | R. Kárpáti Péter |
| 2002 |                                 | God Hates Cartoons                            | Drinky Crow (hangja)  |                  |
| 2002 | Macskák királysága              | The Cat Returns                               | Natoru (angol hangja) | Oláh Orsolya     |
| 2002 | Macskák királysága              | The Cat Returns                               | Natoru (angol hangja) | Roatis Andrea    |
| 2003 | A főnököm lánya                 | My Boss's Daughter                            | Red Taylor            | Szatmári Attila  |
| 2003 | Mi a manó?                      | Elf                                           | Morris                | Kardos Róbert    |
| 2004 |                                 | Death and Texas                               | Jack Levant képviselő |                  |
| 2004 | New York-i bújócska             | New York Minute                               | Bennie Bang           | Kerekes József   |
| 2004 |                                 | Seeing Other People                           | Carl                  |                  |
| 2005 | Madagaszkár                     | Madagascar                                    | Mort (hangja)         | Arany Tamás      |
| 2005 | Lenny, a csodakutya             | Lenny the Wonder Dog                          | Lenny (hangja)        |                  |
| 2006 | Taplógáz: Ricky Bobby legendája | Talladega Nights: The Ballad of Ricky Bobby   | Gregory               | Beratin Gábor    |
| 2007 |                                 | If I Had Known I Was a Genius                 | játékvezető           |                  |
| 2007 | Jégi dicsőségünk                | Blades of Glory                               | Mountie               |                  |
| 2008 | Fél-profi                       | Semi-Pro                                      | Bobby Dee             | Kapácsy Miklós   |
| 2008 | Madagaszkár 2.                  | Madagascar: Escape 2 Africa                   | Mort (hangja)         | Arany Tamás      |
| 2009 | Ufók a padláson                 | Aliens in the Attic                           | Nathan Pearson bácsi  | Galbenisz Tomasz |
| 2012 | Madagaszkár 3.                  | Madagascar 3: Europe's Most Wanted            | Mort (hangja)         | Bolba Tamás      |
| 2013 | Walter Mitty titkos élete       | The Secret Life of Walter Mitty               | önmaga                | Kapácsy Miklós   |
| 2014 | A Madagaszkár pingvinjei        | Penguins of Madagascar                        | Mort (hangja)         | Magyar Bálint    |
| 2014 |                                 | Jason Nash Is Married                         | önmaga                |                  |
| 2016 |                                 | Donald Trump's The Art of the Deal: The Movie | Pete Rozelle          |                  |
| 2017 |                                 | Girlfriend's Day                              | Harold Lamb           |                  |
| 2021 | Marcel, a lábbelis csiga        | Marcel the Shell with Shoes On                | Mario (hangja)        |                  |
| 2023 | Drukkernénik                    | 80 for Brady                                  | Clark                 |                  |
| 2023 |                                 | First Time Female Director                    | Sheldonn Clifford     |                  |

Dokumentum- és rövidfilmek
| Év   | Cím                                              | Szerep                  | Megjegyzések   |
| ---- | ------------------------------------------------ | ----------------------- | -------------- |
| 1999 | Barenaked in America                             | önmaga                  | dokumentumfilm |
| 2001 | Kids in the Hall: Same Guys, New Dresses         | önmaga                  | dokumentumfilm |
| 2002 | Gigantic (A Tale of Two Johns)                   | önmaga                  | dokumentumfilm |
| 2003 | End of the Century                               | önmaga                  | dokumentumfilm |
| 2005 | The Aristocrats                                  | önmaga                  | dokumentumfilm |
| 2007 | The Procedure                                    | T. J.                   | rövidfilm      |
| 2008 | Prop 8 — The Musical                             | meleg kaliforniai férfi | rövidfilm      |
| 2011 | Conan O'Brien Can't Stop                         | önmaga                  | dokumentumfilm |
| 2013 | Madagaszkár – Állati szerelem (Madly Madagascar) | Mort                    | rövidfilm      |

### Televízió
| Év        | Magyar cím                             | Eredeti cím                                                                   | Szerep                                                           | Megjegyzések                                 |
| --------- | -------------------------------------- | ----------------------------------------------------------------------------- | ---------------------------------------------------------------- | -------------------------------------------- |
| 1993      | Anyuci tutira megy                     | The Positively True Adventures of the Alleged Texas Cheerleader-Murdering Mom | rendőrtiszt                                                      | tévéfilm                                     |
| 1993–2000 |                                        | Late Night with Conan O'Brien                                                 | önmaga (társ-házigazda)                                          | forgatókönyvíró                              |
| 1995      |                                        | Mr. Show with Bob and David                                                   | önmaga                                                           | 1 epizód                                     |
| 1998      |                                        | Upright Citizens Brigade                                                      | Hansel                                                           | 1 epizód                                     |
| 1998      | Saturday Night Live                    | Saturday Night Live                                                           | Drinky Crow (hangja)                                             | 1 epizód                                     |
| 1999      |                                        | LateLine                                                                      | önmaga                                                           | 1 epizód                                     |
| 2000      |                                        | Strangers with Candy                                                          | NutraWhiz dolgozó / a karriervarázsló / Tweetzie Railroad Indian | 3 epizód                                     |
| 2000      | Divatalnokok                           | Just Shoot Me!                                                                | Alan                                                             | 1 epizód                                     |
| 2000      |                                        | DAG                                                                           | önmaga                                                           | 1 epizód stáblistán nem szerepel             |
| 2002      | Ed                                     | Ed                                                                            | Barney Sticuzo                                                   | 1 epizód                                     |
| 2002      | Már megint Malcolm                     | Malcolm in the Middle                                                         | Dr. Kennedy                                                      | 1 epizód                                     |
| 2002      |                                        | Primetime Glick                                                               | önmaga                                                           | 1 epizód                                     |
| 2002–2003 |                                        | Andy Richter Controls the Universe                                            | önmaga                                                           | 19 epizód producer                           |
| 2003      |                                        | The Lyon's Den                                                                | Kelly Robbins                                                    | 1 epizód                                     |
| 2004      |                                        | Happy Family                                                                  | hivatalnok                                                       | 1 epizód                                     |
| 2004      |                                        | It's All Relative                                                             | Dr. Bob                                                          | 1 epizód                                     |
| 2004      |                                        | Father of the Pride                                                           | Nelson                                                           | 1 epizód                                     |
| 2004–2005 |                                        | Quintuplets                                                                   | Bob Chase                                                        | 22 epizód                                    |
| 2004–2005 |                                        | Crank Yankers                                                                 | Lloyd (hangja)                                                   | 3 epizód                                     |
| 2005      | Will és Grace                          | Will & Grace                                                                  | Dale                                                             | 1 epizód                                     |
| 2005–2013 | Az ítélet: család                      | Arrested Development                                                          | Rocky, Andy és Emett Richter                                     | 9 epizód                                     |
| 2006–2008 | Christine kalandjai                    | The New Adventures of Old Christine                                           | Stan                                                             | - 4 epizód - magyar hangja: - Szűcs Sándor   |
| 2006–2012 |                                        | Metalocalypse                                                                 | több szerep                                                      | 3 epizód                                     |
| 2006–2023 | Amerikai fater                         | American Dad!                                                                 | több szereplő hangja                                             | 16 epizód                                    |
| 2007      |                                        | The Naked Trucker and T-Bones Show                                            | William Q. Lefawn polgármester                                   | 1 epizód                                     |
| 2007      |                                        | Andy Barker, P.I.                                                             | önmaga                                                           | 6 epizód                                     |
| 2007      |                                        | Clark and Michael                                                             | Jerry Lillard                                                    | 1 epizód                                     |
| 2007      | A stúdió                               | 30 Rock                                                                       | Mitch Lemon                                                      | 1 epizód                                     |
| 2007–2008 | Monk – A flúgos nyomozó                | Monk                                                                          | Hal Tucker                                                       | 2 epizód                                     |
| 2008      |                                        | The Sarah Silverman Program                                                   | örökbefogadó szülő jelölt                                        | 1 epizód stáblistán nem szerepel             |
| 2008      | Texas királyai                         | King of the Hill                                                              | Wesley Cherish (hangja)                                          | 1 epizód                                     |
| 2008–2011 | B, a szuperméh                         | The Mighty B!                                                                 | Benjamin Higgenbottom (hangja)                                   | 32 epizód                                    |
| 2008–2011 | Robotcsirke                            | Robot Chicken                                                                 | több szereplő hangja                                             | 2 epizód                                     |
| 2008–2015 | A Madagaszkár pingvinjei               | The Penguins of Madagascar Snort About Mort                                   | Mort (hangja)                                                    | 85 epizód                                    |
| 2009      | Dr. Csont                              | Bones                                                                         | Henry Simon                                                      | 1 epizód                                     |
| 2009      | True Jackson, VP                       | True Jackson, VP                                                              | Simon Christini                                                  | 1 epizód                                     |
| 2009      | Chuck                                  | Chuck                                                                         | Brad White                                                       | 1 epizód                                     |
| 2009      |                                        | The Goode Family                                                              | Fred Ridley (hangja)                                             | 1 epizód                                     |
| 2009      | MadagaszKarácsony                      | Merry Madagascar                                                              | Mort (hangja)                                                    | - különkiadás - magyar hangja: - Arany Tamás |
| 2009      | Skunk Fu – Balhé a völgyben            | Skunk Fu!                                                                     | Ben Higgenbottom (hangja)                                        | 1 epizód                                     |
| 2010      | Zack és Cody a fedélzeten              | The Suite Life on Deck                                                        | Theodore atya                                                    | 1 epizód                                     |
| 2010      |                                        | Running Wilde                                                                 | Dan Thorngood                                                    | 1 epizód                                     |
| 2010      |                                        | Glory Daze                                                                    | pap                                                              | 1 epizód                                     |
| 2010–2021 |                                        | Conan                                                                         | önmaga (társ-házigazda)                                          | forgatókönyvíró és bemondó                   |
| 2011      |                                        | Jon Benjamin Has a Van                                                        | Celebrity Parkour versenyző                                      | 1 epizód                                     |
| 2011–2015 |                                        | China, IL                                                                     | Green ügynök (hangja)                                            | 4 epizód                                     |
| 2012      | Vérmes négyes                          | Hot in Cleveland                                                              | Brian atya                                                       | - 1 epizód - magyar hangja: - Szokol Péter   |
| 2013      | Happy Endings – Fuss el véle!          | Happy Endings                                                                 | Roy                                                              | 1 epizód                                     |
| 2013      | Randy Cunningham: Kilencedikes nindzsa | Randy Cunningham: 9th Grade Ninja                                             | a nevelő (hangja)                                                | 1 epizód                                     |
| 2013      | Brooklyn 99 – Nemszázas körzet         | Brooklyn Nine-Nine                                                            | ajtónálló                                                        | 1 epizód                                     |
| 2014      |                                        | Comedy Bang! Bang!                                                            | narrátor (hangja)                                                | 1 epizód                                     |
| 2014      | Sean, a csodaapa                       | Sean Saves the World                                                          | Larry                                                            | 1 epizód                                     |
| 2014      | Szörnyek az űrlények ellen             | Monsters vs. Aliens                                                           | Pip (hangja)                                                     | 1 epizód                                     |
| 2014      |                                        | Review                                                                        | aukciós                                                          | 1 epizód                                     |
| 2014      | A Miller család                        | The Millers                                                                   | Doug                                                             | 1 epizód                                     |
| 2014–2015 |                                        | Maron                                                                         | önmaga                                                           | 2 epizód                                     |
| 2014–2017 | Éljen Julien király!                   | All Hail King Julien                                                          | Mort / Ted / Maggie a piszkos (hangja)                           | 65 epizód                                    |
| 2015      |                                        | The Flaming C                                                                 | Anton Pisth / Bowltron (hangja)                                  | minisorozat (2 epizód)                       |
| 2015–2023 | Bob burgerfalodája                     | Bob's Burgers                                                                 | Wayne (hangja)                                                   | 3 epizód                                     |
| 2016      |                                        | Bajillion Dollar Propertie$                                                   | Art Gordon                                                       | 1 epizód                                     |
| 2016      |                                        | The Jim Gaffigan Show                                                         | Mitch                                                            | 1 epizód                                     |
| 2016–2019 |                                        | The Stinky & Dirty Show                                                       | Brave (hangja)                                                   | 10 epizód                                    |
| 2017      | Családom, darabokban                   | Life in Pieces                                                                | Julius Black                                                     | 1 epizód                                     |
| 2017      |                                        | Michael Bolton's Big, Sexy Valentine's Day Special                            | önmaga                                                           | különkiadás                                  |
| 2017      |                                        | Portlandia                                                                    | Larry                                                            | 1 epizód                                     |
| 2017      | Állatok                                | Animals.                                                                      | rab (hangja)                                                     | 1 epizód                                     |
| 2017      | Éljen a száműzött Julien Király!       | All Hail King Julien: Exiled                                                  | Mort / Ted / Maggie a piszkos (hangja)                           | 13 epizód                                    |
| 2017      |                                        | Justice League Action                                                         | Chronos (hangja)                                                 | 2 epizód                                     |
| 2017–2018 | Dél-kaliforniai diéta                  | Santa Clarita Diet                                                            | Carl / Carl Coby                                                 | 5 epizód                                     |
| 2017–2021 | Hős6os: A sorozat                      | Big Hero 6: The Series                                                        | Globby / Dibs / Kosárlabda póló (hangja)                         | 13 epizód                                    |
| 2018–2019 |                                        | Big Chibi 6: The Shorts                                                       | Globby (hangja)                                                  |                                              |
| 2018–2021 | Az űr vége                             | Final Space                                                                   | kapuőr (hangja)                                                  | 2 epizód                                     |
| 2019      |                                        | Corporate                                                                     | önmaga                                                           | 1 epizód                                     |
| 2019      | Feketék fehéren                        | Black-ish                                                                     | Mr Schatz                                                        | 1 epizód                                     |
| 2020      | Amerika Huangjai                       | Fresh Off the Boat                                                            | önmaga                                                           | 1 epizód                                     |
| 2020      |                                        | Bitmoji TV                                                                    | Teddy McGoogers (hangja)                                         | 1 epizód                                     |
| 2020      |                                        | Vroom Vroom                                                                   | Gary                                                             | podcast (6 epizód)                           |
| 2020–2022 | Szeretettel: Victor                    | Love, Victor                                                                  | Ford edző                                                        | 6 epizód                                     |
| 2021      |                                        | Trolls: TrollsTopia                                                           | elégedetetlen gyom (hangja)                                      | 1 epizód                                     |
| 2021–2023 | Green család a nagyvárosban            | Big City Greens                                                               | Hansock polgármester (hangja)                                    | 3 epizód                                     |
| 2022      |                                        | Self Center                                                                   | Doug Everman                                                     | podcast (4 epizód)                           |
| 2022–2023 | Bébi úr: Vissza a kiságyba             | The Boss Baby: Back in the Crib                                               | Bradley / egyéb hangok                                           | 5 epizód                                     |
| 2023      | Fantasy Island – Az álmok szigete      | Fantasy Island                                                                | játékvezető                                                      | 1 epizód                                     |
| 2023      |                                        | American Auto                                                                 | önmaga                                                           | 1 epizód                                     |
| 2023      |                                        | Stars on Mars                                                                 | önmaga                                                           | 1 epizód                                     |
| 2023      |                                        | Star Trek: Lower Decks                                                        | Beljo Tweekle (hangja)                                           | 1 epizód                                     |